# Малозименове
Малозимено́ве — село Знам'янської сільської громади, Березівський район, Одеська область в Україні. Населення становить 248 осіб.

## Населення
Згідно з переписом 1989 року населення села становило 269 осіб, з яких 130 чоловіків та 139 жінок.
За переписом населення 2001 року в селі мешкало 247 осіб.

### Мова
Розподіл населення за рідною мовою за даними перепису 2001 року:
| Мова       | Відсоток |
| ---------- | -------- |
| українська | 93,15 %  |
| молдовська | 3,63 %   |
| болгарська | 2,42 %   |
| російська  | 0,81 %   |